# Рандацо
Ранда̀цо (на италиански: Randazzo, на сицилиански Rannazzu, Ранацу) е град и община в Южна Италия, провинция Катания, автономен регион и остров Сицилия. Разположен е на 765 m надморска височина. Населението на общината е 11 186 души (към 2010 г.).
В общинската територия се намира част от вулкана Етна. Главният център на общината се намира в подножието на планината.